# Robot Holocaust
Pour plus de détails, voir Fiche technique et Distribution.
Robot Holocaust est un film post-apocalyptique réalisé par Tim Kincaid sorti en 1986.

## Synopsis
Les robots ont pris le contrôle de la Terre et l'humanité a été réduite en esclavage, sous la coupe du mystérieux "Dark One" ("Le Funeste" dans la version française). Les humains travaillent pour alimenter la ville ou s'affrontent dans des combats à mort pour divertir leurs congénères. Malgré la menace du tyran qui contrôle la qualité de l'air, un groupe de rebelles s'organise pour renverser le pouvoir.

## Fiche technique
- Titre : Robot Holocaust
- Réalisateur : Tim Kincaid
- Scénario : Tim Kincaid
- Production : Charles Band et Cynthia De Paula

## Distribution
- Norris Culf : Neo
- Nadine Hartstein : Deeja (Nadine Hart)
- J. Buzz Von Ornsteiner : Klyton (Joel Von Ornsteiner)
- Jennifer Delora : Nyla
- Andrew Howarth : Kai
- Angelika Jager : Valaria
- Michael Downend : Jorn
- Rick Gianasi : Torque
- George Gray : Bray (George Gray)
- Nicholas Reiner : Haimsa
- Michael Azzolina : Roan
- John Blaylock : Korla
- Michael Zezima : combattant Airslave
- Edward R. Mallia : combattant Airslave (Edward Mallia)
- Amy Brentano : femme irradiée

## Sorties du film
Le film est sorti en salle en avril 1986 en Italie. Aux États-Unis, il est sorti directement en cassette vidéo en janvier de l'année chez Wizard Video . En 2001, MGM a sorti le film en VHS sur Amazon.com. Bien quide détenu par Full Moon Features, le film n'a pas encore eu droit à une sortie en DVD. Cependant, MGM a publié une version 16/9 du film sur Hulu.com, laissant entendre qu'une parution en DVD serait possible dans un proche avenir. Le 4 décembre 2012, la version MST3K du film est sortie en DVD chez Shout Factory . Le 29 novembre 2018, Scorpion Releasing a annoncé la sortie du film en Blu-Ray.

## Accueil
Le film a été présenté à sa sortie comme étant dans le sillage du succès de Terminator sorti 2 ans plus tôt en dépit du peu de rapport entre les deux œuvres. En août 2019, le film avait un score de 15% sur Rotten Tomatoes 